# Venusia conisaria
Venusia conisaria là một loài bướm đêm trong họ Geometridae.